# Stadtwerke Homburg

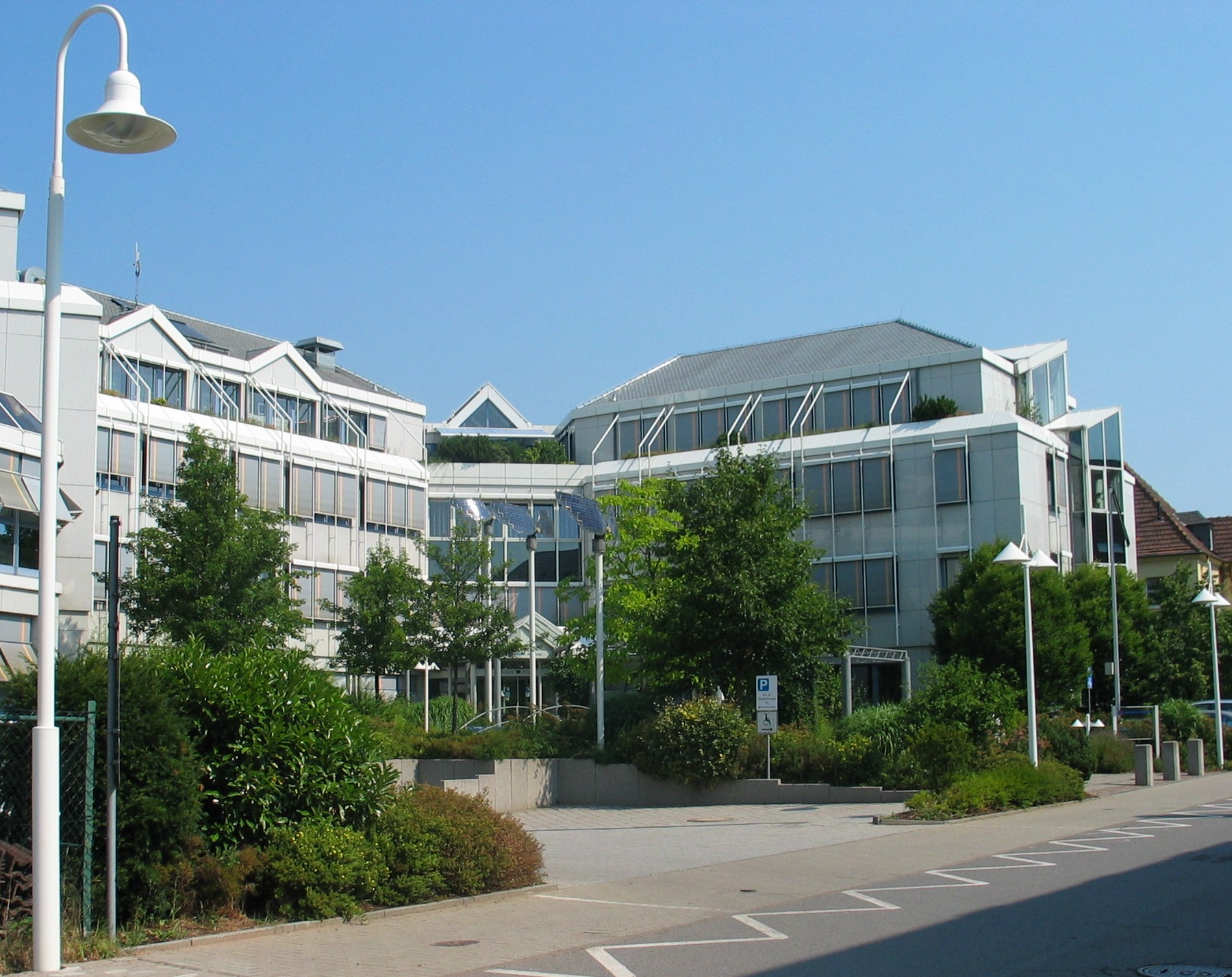
Gebäude der Stadtwerke Homburg

Die Stadtwerke Homburg GmbH versorgen die Kunden in der saarländischen Stadt Homburg und den dazugehörigen Ortsteilen mit Erdgas, Strom, Trinkwasser und Fernwärme.

## Geschichte
1897 wurde das Unternehmen mit dem Ziel gegründet, durch eine eigene Energieversorgung gezielt Industrie- und Gewerbe anzusiedeln. Das Ziel wurde erreicht: Heute verfügt Homburg durch seine Industriebetriebe und eine Universitätsklinik über mehr als 30.000 Arbeitsplätze. Der Umsatz der Stadtwerke Homburg betrug 2022 110,2 Mio. Euro.

## Unternehmensstruktur

### Geschäftsführung
Frank Barbian ist seit dem 1. August 2021 Alleingeschäftsführer der Stadtwerke Homburg GmbH.

### Gesellschafter
Gesellschafter der Stadtwerke Homburg sind, über die Homburger Parkhaus- und Stadtbus GmbH (HPS), die Kreis- und Universitätsstadt Homburg mit 65,1 %, seit dem Jahr 2000 die Thüga AG mit 24,23 % und die Encevo Deutschland GmbH mit 10,67 %.

### Beteiligungen
| Unternehmen                                                      | Beteiligungsanteil |
| ---------------------------------------------------------------- | ------------------ |
| HKH – Heizkraftwerk Homburg                                      | 53,00 %            |
| BIZ Homburg GmbH                                                 | 48,00 %            |
| Windpark WKW Wremen GmbH & Co. KG                                | 15,00 %            |
| Gemeindewerke Kirkel GmbH                                        | 10,00 %            |
| Solarkraftwerk SKW Ahorm GmbH & Co. KG                           | 10,00 %            |
| Kommunale Beteiligungsgesellschaft Saar mbH, Neunkirchen         | 5,84 %             |
| Neustromlang GmbH & Co. KG, Saarbrücken                          | 5,56 %             |
| Windpark Saar GmbH & Co. KG, Merzig                              | 0,92 %             |
| KOM 9 GmbH & Co. KG, Freiburg i. Bg.                             | 0,92 %             |
| SYNECO GmbH & Co. KG, München                                    | 1,04 %             |
| Thüga – Erneuerbare Energien Gesellschaft GmbH & Co. KG, München | 0,26 %             |
| Pfalzwerke AG, Ludwigshafen am Rhein                             | 0,10 %             |

## Produkte

### Strom
Die Stadtwerke Homburg versorgen 26.883 Abnahmestellen auf einer Fläche von ca. 82 km² mit Strom. Eckdaten (2022): Stromabsatz 215,4 Mio. kWh (Kilowattstunden)

### Erdgas
Die Stadtwerke Homburg versorgen 18.478 Abnahmestellen auf einer Fläche von ca. 158 km² mit Erdgas. Eckdaten (2022): Erdgasabsatz 539,7 Mio. kWh.

### Trinkwasser
Die Stadtwerke Homburg versorgen 15.027 Abnahmestallen auf einer Fläche von ca. 82 km² mit Trinkwasser. Eckdaten (2022): Trinkwasserabsatz 3,0 Mio. m³

### Fernwärme
Die Fernwärme wird in Homburg im Heizkraftwerk in der Nähe der Uniklinik vor Ort erzeugt. Eckdaten (2022): Fernwärmeabsatz 92,3 Mio. kWh.

### Regenerative Energien, Förderprogramme, Energieberatung
Die Stadtwerke Homburg unterstützen ihre Kunden durch Förderprogramme und Beratung beim Energiesparen und bei der Nutzung Erneuerbarer Energien. Um die dezentralen Strukturen vor Ort auszubauen, errichten die Stadtwerke Homburg seit 2008 kontinuierlich eigene Anlagen im Bereich der Kraft-Wärme-Kopplung, wie z. B. Blockheizkraftwerke, und im Bereich der Erneuerbaren Energien eigene Photovoltaikanlagen. Seit Ende 2012 erzeugen die Photovoltaikanlagen der Kunden und die Anlagen der Stadtwerke mit einer Gesamtleistung von 15 MW elektrische Energie auf Homburgs Dächern. Seit 2013 testen die Stadtwerke Homburg die Brennstoffzelle als Mikro-Kraft-Wärme-Kopplung für die Beheizung von in einem Privathaushalt im Rahmen des europäischen Feldstests Ene.field.

## Geschäftsfelder

### Erdgastankstelle
An der ersten öffentlichen Erdgastankstelle der Kreis- und Universitätsstadt Homburg kann, seit April 1998, rund um die Uhr mit einer elektronischen Tankkarte getankt werden. Rund 2 Millionen DM investierten die Stadtwerke Homburg in dieses Projekt.
Die zweite Erdgastankstelle der Stadtwerke Homburg an der Tank & Rast-Anlage Homburg auf der A6 in Richtung Kaiserslautern wurde im Oktober 2007 in Betrieb genommen.

### Ladesäulen für E-Fahrzeuge
An vier Säulen können in Homburg aktuell Elektrofahrzeuge Strom laden. Die Stadtwerke Homburg übernahmen dazu jetzt drei Ladesäulen des Landes und betreuen die neue Ladesäule des Saarpfalzkreises. Sie befinden sich in der Uhlandstraße (Nähe Kreissparkasse), in der Uniklinik (links hinter der Pforte des Haupteingangs), am Bahnhof (Parkplatz vor dem Bahnhof rechts) und im Innenhof am Forum. Der dafür notwendige Strom stammt aus einem Laufwasserkraftwerk an der Donau.

### HKH – Homburger Heizkraftwerk
Durch das Prinzip der Kraft-Wärme-Kopplung nutzt das Heizkraftwerk Homburg die Energie besser aus und spart Primärenergie ein, die dem Verbrauch von rund 1000 Einfamilienhäusern entspricht. Betreiber ist die HKH, Heizkraftwerk Homburg GmbH, eine gemeinsame Tochter der Stadtwerke Homburg GmbH und der Evonik New Energies GmbH. Seit Oktober 2001 nutzt das Heizkraftwerk Erdgas.